# Tanystylum pfefferi
Tanystylum pfefferi là một loài nhện biển trong họ Ammotheidae. Loài này thuộc chi Tanystylum. Tanystylum pfefferi được miêu tả khoa học năm 1923 bởi Loman.